# Muna (groupe)
Pour les articles homonymes, voir Muna.
Muna est un groupe de musique américain formé en 2013 à Los Angeles par Katie Gavin, Josette Maskin et Naomi McPherson.

## Historique

### Formation et premiers EPs
Le groupe se forme en 2013 à l'université de Californie du Sud où Katie Gavin et Josette Maskin étudient la musique et Naomi McPherson suit un double cursus de littérature et d'ethnologie. Durant une soirée étudiante, Josette Maskin et Naomi McPherson commencent à jouer de la guitare ensemble, puis Katie Gavin les rejoint pour chanter. Elles écrivent leur première chanson ensemble cette soirée-là.
Elles commencent par créer de la musique qui leur plait sans se focaliser sur un genre précis. Après avoir publié leur premier EP More Perfect sur les plateformes Bandcamp et SoundCloud durant l'été 2014, elles décident de travailler la production de leurs morceaux et de se diriger vers un son principalement pop. Le groupe signe avec le label RCA Records en 2016.

### About YouetSaves the World
Le premier album studio de Muna, About U (en), sort en février 2017. Pour célébrer le premier anniversaire de cet album, le groupe publie About U: One Year On en mars 2018, un EP dans lequel trois chansons de l'album sont interprétées en version acoustique.
Harry Styles choisit Muna pour assurer la première partie de Harry Styles: Live On Tour, sa première tournée internationale en solo, en 2017. Après la tournée, les membres du groupe commencent à travailler sur un album reprenant de concept du monomythe de Joseph Campbell mais le projet finit par être abandonné. Muna contribue à la bande originale du film Carmilla la même année, puis à celle de Alex Strangelove l'année suivante.
Leur deuxième album studio, Saves the World (en), sort en septembre 2019.

### Signature avec Saddest Factory Records etMuna
Afin de faire face à la crise économique liée à la pandémie de Covid-19, RCA Records décide de se séparer de plusieurs artistes au début de l'année 2021. Alors en pleine préparation du troisième album du groupe, Muna fait partie des artistes avec lesquels le label décide de cesser de collaborer. Le groupe signe ensuite avec Saddest Factory Records (en), un label indépendant créé par Phoebe Bridgers et distribué par Dead Oceans.
Leur premier single publié par ce label sort en septembre 2021. Interprété en duo avec Phoebe Bridgers, Silk Chiffon prend de l'importance dans la communauté queer.
Muna rejoint la chanteuse Kacey Musgraves en tant que première partie de la tournée Star-Crossed: Unveiled (en) en janvier et février 2022. Le groupe publie une version club de la chanson Sometimes de Britney Spears pour la bande originale du film Fire Island.
Leur troisième album studio, Muna (en), sort en juin 2022. Il est décrit comme l'opus le plus pop du groupe.

## Discographie

### Albums studio
- 2017 : About U (en)
- 2019 : Saves the World (en)
- 2022 : Muna (en)

### EPs
- 2014 : More Perfect
- 2016 : Loudspeaker
- 2018 : About U: One Year On